# كاثلين فيرغسون
كاثلين فيرغسون (بالإنجليزية: Kathleen Ferguson)‏ (1958)؛ روائية بريطانية.